# Третьяков, Виталий Петрович
Вита́лий Петро́вич Третьяко́в (род. 30 августа 1958) — советский и российский психолог, доктор психологических наук, профессор факультета психологии Санкт-Петербургского государственного университета (кафедра эргономики и инженерной психологии), автор 6 книг и более 100 научных и других публикаций.

## Образование
ЛГУ, факультет психологии, кафедра общей психологии (1981).
Выпускник Московской школы политических исследований (1998).

## Научная деятельность
Основное направление научных и практических работ: безопасность и надежность эксплуатации технических объектов, бизнес-консультирование, бизнес-тренинг, игропрактика.
Кандидатская диссертация: «Взаимодействие оперативного персонала энергосистем при ликвидации аварий» (1985).
Докторская диссертация: «Психологические аспекты обеспечения безопасности эксплуатации АЭС» (1992).
Является членом двух специализированных советов по защите кандидатских и докторских диссертаций.

## Места внедрения разработок
- Атомные и тепловые электростанции и сетевые предприятия СССР и России, Японии, Франции.
- Центр подготовки персонала атомных станций во Флориде, США.
- Центр подготовки экипажей атомных подводных лодок в Сосновом Бору (ранее Палдиски, Россия).
- Авиакомпания «Россия».

## Книги
- «Грамматика общения» (с соавт., 1991, 2001, 2007).
- «Психология безопасности эксплуатации АЭС» (1993).
- «Обучение безопасному труду» (с соавт., 1994).
- «Порождающие игры. Практическое руководство по применению» (2016).

## Публикации
- Учебное пособие «Развитие и поддержание оперативного мышления. Психокоррекционные занятия с оперативным персоналом». СПб, ПЭИПК, 2002.
- Статья «Развитие и поддержание оперативного мышления». Сборник «Подготовка кадров в организациях топливно-энергетического комплекса Российской Федерации». СПб, ПЭИПК, 2002.
- Статья «Две концепции обеспечения человеческого фактора в энергетике». Сборник «Устойчивость и надежность электроэнергетических систем» СПб, ПЭИПК, 2005.
- Статья «О концепциях человеческого фактора в обеспечении надежности энергообъектов». Журнал «Оперативное управление в электроэнергетике: подготовка персонала и поддержание его квалификации», 2007, № 2, стр. 22-24. (с соавт.)
- Статья «Методика подготовки оперативного персонала станций в условиях ввода энергоблоков с ПГУ». Журнал «Энергетик», 2009, № 9, стр. 39 (в соавт.)

## Работа
- Институт повышения квалификации руководящих работников и специалистов Министерства Энергетики СССР, старший преподаватель (1981—1988).
- Кольская АЭС, начальник Социально-психологического отдела (1988—1992).
- Северо-Западный кадровый центр при Президенте РФ, начальник отдела кадровых программ (1992—1993).
- Правительство Ленинградской области, начальник информационно-аналитического управления, заместитель председателя Комитета по СМИ (1993—2000).
- ЗАО "Концерн «Титан-2», директор по маркетингу и персоналу (2000—2001).
- Законодательное собрание Санкт-Петербурга, помощник заместителя председателя (2001—2002).
- Профессор Санкт-Петербургского государственного университета, факультет психологии (2002 — настоящее время).
- Профессор Петербургского энергетического института повышения квалификации (ПЭИПК, бывший Институт повышения квалификации руководящих работников и специалистов Министерства Энергетики СССР) (1992—2015).
- Заведующий кафедрой управления человеческими ресурсами в энергетике Петербургского энергетического института повышения квалификации (2011—2015).
- Начальник центра развития профессионольноых компетенций Ленинградской областной энергосетевой компании (2017—наст. время).

## Увлечения
Филокартия и изобразительное искусство.
Автор нескольких десятков статей по искусству и истории открыток.
Президент Петербургского клуба любителей истории открыток.
Редактор журнала любителей открыток «ЖУК».
В 2002 году создал единственный в мире «Детский музей открытки» (фонд музея насчитывает более 600 000 открыток).
В 2003 году открыл в Петербурге художественную «Галерею Третьякова» (Санкт-Петербург, ул. Пионерская, 2).

## Монографии
- «Открытые письма Серебряного века» («Славия», 2000).
- "Илья Богдеско «Дон Кихот. Создание образа». («Вита Нова», 2010).
- Многотомный альбом-каталог «Петербург-Петроград-Ленинград на фотооткрытках 1895—1941 гг.», редактор-составитель. (изд-во «Сад искусств»: 1-й, 2-й том — 2011 г., 3-й том — 2012 г., 4-й том — 2014 г., 5-й, 6-й — 2016 г.)